# East Cracroft Island
East Cracroft Island ist eine Insel zwischen dem Festland der kanadischen Provinz British Columbia und der vorgelagerten Insel Vancouver Island. East Cracroft Island gehört innerhalb des Broughton-Archipels zu den Cracroft Islands und liegt im Regional District of Mount Waddington. Außerdem wird die Insel dem Great Bear Rainforest zugerechnet.
Offizielle Gemeinden gibt es auf der Insel nicht. Allerdings gibt es auf der Insel ein etwa 11 Hektar großes Indianerreservat („Keecekiltum 2“) der Tlowitsis, die zu den Kwakwaka'wakw gerechnet werden.

## Lage
Die Insel liegt am östlichen Ende der Königin-Charlotte-Straße. Innerhalb der Inselgruppe des Broughton-Archipels liegt die Insel im Südosten.
Im Westen der Insel liegt West Cracroft Island. Die beiden Inseln werden durch einen teilweise schmalen Kanal getrennt, der bei Niedrigwasser stellenweise trockenfällt und dann die beiden Inseln als eine erscheinen lässt. Nördlich der Insel liegt Minstrel Island sowie nördlich davon der Knight Inlet. Östlich und südlich der Insel und dem Chatham Cannel sowie dem Havannah Channel liegt das Festland mit den Küstenbergen der Northern Pacific Ranges. In den verschiedenen Gewässern um die Insel liegen neben den genannten Inseln noch weiter kleine und kleinste Inseln.

## Namensherkunft
Die Inselgruppe und die Insel sowie weitere geographische Objekte wurde 1861 durch George Henry Richards, den Kapitän der HMS Plumper, nach Sophia Cracroft benannt. Sophia Cracroft war eine Nichte von John Franklin und bereiste zuvor als Begleitung von Franklins Frau, Lady Franklin, die Region.